# عمران حسين (سياسي)
عمران حسين (بالإنجليزية: Imran Hussain)‏ هو سياسي بريطاني، ولد في 7 يونيو 1978 في المملكة المتحدة. حزبياً، نشط في حزب العمال. وقد في الانتخابات العامة في المملكة المتحدة 2015، انتخب عضو برلمان المملكة المتحدة الـ56 عن دائرة Bradford East (UK Parliament constituency) ‏ وقد انضم خلال فترته النيابية ‏ (8 مايو 2015 – 3 مايو 2017) للكتلة البرلمانية حزب العمال وفي الانتخابات التشريعية البريطانية 2017، انتخب عضو برلمان المملكة المتحدة الـ57 عن دائرة Bradford East (UK Parliament constituency) ‏ وقد انضم خلال فترته النيابية ‏ (8 يونيو 2017 – ) للكتلة البرلمانية حزب العمال.

## وصلات خارجية
- الموقع الرسمي